# 蒂安
蒂安（法語：Thuin，法語發音：[tɥɛ̃] 或 [twɛ̃]）是比利时瓦隆大区埃諾省的一个城市，南与那慕爾省接壤，通行法语，是比利时法语社群的一部分，人口14,671人（2018年1月1日）。

## 友好城市
- 義大利 托尔尼翁
- 法國 布莱特朗